# Хитрость (телесериал, 1986)
Хитрость (исп. El engaño) — мексиканский 105-серийный детектив с элементами драмы 1986 года производства телекомпании Televisa.

## Сюжет
В Валье де Браво Альфонсо и его жена Аминта ведут отшельническую жизнь. У Альфонсо есть веские причины для этого: он скрывает от своей супруги прошлое, ведь он ранее являлся нацистским преступником, и сейчас он также поддерживает связи с неонацистскими группами. Аминта, которая обожает своего мужа, игнорирует эти факты и страдает, потому что после рождения её дочери Минди, у неё резко пошатнулось здоровье. Художник Хорхе, сосед Альфонсо, находит брошенную девочку Марселу, и решает отвезти ее к Аминте, чтобы та позаботилась о ней. Это бесит Альфонсо, который ждет прибытия своих сиротских племянников, которые приходят жить с ним, и заставляет жену избавиться от девочки Марселы. Хорхе решает усыновить ее, и Марсела принимает его. Аминта в конце концов умирает от остановки сердца.
Минуло 18 лет... Альфонсо все еще связан с нацизмом. Ее дочь Минди - капризная и жестокая девушка, которая любит флиртовать с его племянниками Родриго и Херардо. Родриго, самый молодой из них, влюбляется в нее, и после того, как они занимаются любовью, он думает, что они выйдут замуж. Тем не менее, Альфонсо предпочитает, чтобы Минди вышла замуж за Херардо, брата Родриго, странного, полуневротического парня, который страдает от постоянных психических расстройств, после чего он не помнит, где он был или что он сделал. Между тем, Марсела стала красивой молодой женщиной, но очень застенчивой. Хорхе отправляется в Майами, где попадает на ее выпускную вечеринку. У Хорхе большие планы для нее. Херардо также путешествует в Майами и встречается с Марселой, оба влюбляются с первого взгляда. После бурной ночи они выходят замуж и возвращаются в Валье де Браво. Приезжает Давид, старый и хрупкий еврей, который прибывает со своими медсестрами в поисках ребенка, которого потерял 18 лет назад. Этой девушкой оказалась Марсела, и также оказывается, что, по-видимому, беспомощный Давид сбежал из нацистского концлагеря, с целью разоблачения Альфонсо.

## Создатели телесериала

### В ролях
- Мариана Гаха — Мариана Эстевас (ребёнок)
- Эрика Буэнфиль - Марсела Эстевас
- Франк Моро - Хорхе Эстевас
- Серхио Хименес - Альфонсо Гютнер/Дитер фон Хюне
- Тендерли Пратс — Минди Гютнер (ребёнок)
- Лус Мария Херес - Минди Гютнер/Аминта Альварес де Гютнер
- Гильермо Гарсия Канту - Херардо
- Рафаэль Санчес Наварро - Родриго
- Эдуардо Алькарас - Давид Леттерман
- Кармен Монтехо - Селене
- Сусана Алехандер - Елена
- Рафаэль Амадор - лейтенант Гуинтанилья
- Сокорро Авелар - Чиу
- Йоланда Киани - Клара
- Тания Пелехеро - Росио Пенья (ребёнок)
- Габриэла Гольдсмит - Росио Пенья
- Хильберто Роман - Хавьер Пенья
- Хорхе дель Кампо - Франц
- Моника Мигель - Кармен
- Карлос Гахардо - Рубен
- Тоньо Инфанте - лейтенант Ромуло Санчес
- Марсела Паэс - Адела Санчес
- Херардо - Самюэль
- Росита Саласар - Алисе
- Хосе д'Мерло - Томас/Самми
- Рене Ескандон - Ренато
- Сесар Адриан Санчес - Карлос
- Хосе Карлос Теруэль - Исаак
- Рафаэль Рохас - Рейнальдо
- Хавьер Массе - Роджерс
- Марко Эрнандес - Тони Суарес
- Алисия Монтойя - Марта
- Норма Рейес - Альма
- Эдуардо Гаскон - Фернандо
- Грасиэла Галисия - оператор
- Педро Савала - священник
- Фелипе Гонсалес - доктор
- Рикардо Риверо - судья
- Рубен Диас - водитель
- Фернандо Мансано - диктор
- Энрике Борха Баэна
- Роландо Барраль
- Ребека Сильва

## Награды и премии

### TVyNovelas(0 из 2)
| Номинация                   | Персона               | Итоги премии |
| --------------------------- | --------------------- | ------------ |
| Лучший молодой актёр        | Гильермо Гарсия Канту | Номинация    |
| Лучший режиссёр-постановщик | Серхио Хименес        | Номинация    |